# Academia Deportiva Cantolao
Academia Deportiva Cantolao, kurz Academia Cantolao, ist ein peruanischer Fußballverein aus der Stadt Callao. Er wird auch El Delfín genannt.

## Geschichte
In der Copa Perú 1982 qualifizierte sich der Verein für die Finalrunde, wurde jedoch von Atlético Grau und Atlético Torino eliminiert. In der Copa Perú 2015 erreichte Academia Cantolao das Finale gegen Defensor La Bocana, unterlag jedoch diesem. Daraufhin wurde der Verein erstmals in seiner Geschichte in die peruanische Segunda División befördert. Nach nur einem Jahr in der ersten Liga gewann der Verein die peruanische Segunda División 2016. Im Play-off-Finale besiegte das Team aus Callao Sport Áncash mit 2:0, nachdem beide Teams die Saison mit jeweils 53 Punkten auf dem ersten Platz beendet hatten, und qualifizierten sich damit für den Torneo Descentralizado 2017. In der Primera División konnte sich Academia Cantolao bis 2023 halten, nachdem es mehrere Jahre gegen den Abstieg gespielt hatte. Seit 2024 tritt der Verein wieder in der Liga 2 an.

## Erfolge
- Zweitligameister: 2016

## Stadion
Academia Deportiva Cantolao trägt seine Heimspiele im Estadio Miguel Grau, das eine Kapazität von 17.000 Plätzen hat, aus. Das 1996 erbaute Station wurde 2003 mit Flutlichtmasten ausgestattet. Es wird auch von den Lokalrivalen Sport Boys und Universidad de San Martín genutzt.

## Jugendarbeit
Die Academia Cantolao ist bekannt für die gute Jugendarbeit und brachte einige Nationalspieler Perus hervor, darunter Claudio Pizarro, Carlos Zambrano und Yoshimar Yotún.